# Picrite
La picrite è roccia magmatica effusiva, ultrabasica o ultrafemica (silice inferiore al 45%), ricca in magnesio e composta principalmente da olivina e augite. La tessitura è afanitica, quasi sempre porfirica.  La picrite è una roccia scura e pesante.

## Etimologia e storia
Il nome (Tschermak, 1866) deriva dal greco πικρός (pikrόs) = amaro, per l'elevata concentrazione di MgO, dal sapore appunto amaro. In origine il termine indicava però una varietà di dolerite o basalto estremamente ricca di olivina e pirosseno. Fu utilizzato anche come equivalente vulcanico di una peridotite alcalina a feldspato e per varietà ricche di olivina di gabbro e teschenite

## Mineralogia e chimismo
Oltre ai due minerali principali, presenti sia come fenocristalli che nella massa di fondo, la picrite contiene sempre una piccola ma variabile quantità di plagioclasio calcico; possono essere presenti anche orneblenda e biotite. In molti casi i minerali sono alterati: il serpentino rimpiazza parzialmente o totalmente l'olivina e l'orneblenda, il talco e la clorite appaiono come suoi prodotti secondari; l'augite passa attraverso l'orneblenda o la clorite e il plagioclasio presente è spesso sostituito da epidoto, prehnite e mica bianca.

La definizione attuale della picrite si basa sulle sue caratteristiche chimiche, più che sulla mineralogia: la silice SiO2 deve essere compresa tra 30 e 52% in peso, MgO maggiore del 12% in peso e Na2O + K2O minore del 3% in peso. Le picriti sono anche ricche in elementi compatibili, specie cromo e nichel.

## Varietà
Con valori di silice SiO2 da 41 a 45% in peso,  Na2O + K2O < 3% in peso e MgO minore  del 12% in peso abbiamo i picrobasalti, litotipo intermedio tra picrite e basalto. La ferropicrite è una picrite con oltre il 13% in peso di FeO. La masafuerite è una varietà composta da oltre il 50% in volume di fenocristalli di olivina in una massa di fondo con augite, plagioclasio calcico e ossidi metallici.

## Origine delle picriti
Le picriti si originano nel mantello litosferico dalla fusione parziale (35-40%) di lherzoliti a pressioni superiori ai 3 GPa (circa 100 km di profondità). Le picriti delle isole Hawaii si sono formate durante eruzioni con alti volumi estrusi e potrebbero essere il risultato della mobilizzazione di uno strato cumulitico ricco in olivina alla base della camera magmatica.

## Distribuzione
Le picriti non sono molto diffuse e generalmente costituiscono corpi di scarso volume.  Sono presenti sia nei plateau basaltici continentali che nelle isole oceaniche su dorsali e punti caldi.

In Italia:
- L'Etna eruttò lave picritiche circa 4000 anni fa[5].

Nel mondo:
- Isole del Firth of Forth, sulla costa orientale della Scozia: in particolare, l'isola disabitata di Inchgarvie, di origine ignea
- Lugar nell’Ayrshire centrale (Inghilterra)
- Intrusione stratificata di Muskox, nei Territori del Nord-Ovest, Canada
- Baia di Baffin e Groenlandia occidentale[6]
- Cieszyn, Polonia
- Fessura Laki, Islanda
- Gran Canaria
- Plateau basaltico del Deccan, India
- Mongolia occidentale[7]
- Plateau basaltico del Karoo, Sudafrica
- Lava picritica è stata eruttata nel 1959 dal vulcano Kilauea (Hawaii)[8].

## Curiosità
La parola picrite veniva inoltre usata in Germania per indicare l'esplosivo a base di acido picrico utilizzato durante la prima guerra mondiale per il caricamento di grossi proiettili. Il nome vero e proprio era però Lyddite, parola che deriva da Lydd, la località del Kent dove fu sperimentata.